# Savigliano
Savigliano är en ort och kommun i provinsen Cuneo i regionen Piemonte i Italien. Kommunen hade 21 605 invånare (2018).